# Chad le Clos
Chad Guy Bertrand le Clos (Durban, 12 aprile 1992) è un nuotatore sudafricano, campione olimpico dei 200 metri farfalla a Londra 2012.

## Caratteristiche tecniche
Dotato di una nuotata potente e rapida, ha un'ottima capacità di coordinazione tra arti superiori e inferiori. È un nuotatore piuttosto versatile, capace di gareggiare sia sui 50 stile libero o sui 50 farfalla, sia sui 200 farfalla o sui 400 misti, ma anche nei 100 e 200 misti.

## Biografia
Le Clos nuota sin da quando era piccolo. Quando ha iniziato a competere all'età di 10 anni, aveva già vari anni di allenamento ed esperienza. Dal 2010 studia alla Westville Boys' High School a Durban, sua città natale.
Si è rivelato a livello juniores ai Giochi olimpici giovanili di Singapore 2010, vincendo 1 medaglia d'oro, 3 d'argento e 1 di bronzo. Ai XIX Giochi del Commonwealth, svoltisi in India nel 2010, vince 5 medaglie: 2 ori, 1 argento e 2 bronzi. Sempre nel 2010 diventa campione del mondo in vasca corta nei 200 farfalla. L'anno seguente si aggiudica ben 5 medaglie d'oro ed 1 argento ai Giochi panafricani di Maputo, in Mozambico.
Si consacra definitivamente nel 2012 ai Giochi olimpici di Londra vincendo l'oro nei 200 m farfalla con il tempo di 1'52"96, nuovo record africano, e l'argento nei 100 farfalla. Il 5 novembre 2013, in Coppa del Mondo a Singapore, stabilisce il record del mondo nei 200 m farfalla in vasca corta con il tempo di 1'48"06; il 4 dicembre 2014, ai mondiali in vasca corta di Doha 2014, ottiene il primato nei 100 m farfalla con il tempo di 48"44.

## Palmarès
- Giochi olimpici

Londra 2012: oro nei 200m farfalla e argento nei 100m farfalla.
Rio de Janeiro 2016: argento nei 200m sl e nei 100m farfalla.
- Mondiali

Barcellona 2013: oro nei 100m farfalla e nei 200m farfalla.
Kazan 2015: oro nei 100m farfalla e argento nei 200m farfalla.
Budapest 2017: oro nei 200m farfalla.
Gwangju 2019: bronzo nei 100m farfalla e nei 200m farfalla.
- Mondiali in vasca corta

Dubai 2010: oro nei 200m farfalla.
Istanbul 2012: oro nei 100m farfalla e argento nei 50m farfalla.
Doha 2014: oro nei 200m sl, nei 50m farfalla, nei 100m farfalla e nei 200m farfalla.
Windsor 2016: oro nei 50m farfalla, nei 100m farfalla e nei 200m farfalla e argento nei 200m sl.
Hangzhou 2018: oro nei 100m farfalla, argento nei 50m farfalla e nei 200m farfalla e bronzo nei 100m sl.
Abu Dhabi 2021: argento nei 100 farfalla, bronzo nei 200 farfalla.
Melbourne 2022: oro nei 100m farfalla e nei 200m farfalla.
- Giochi del Commonwealth

Delhi 2010: oro nei 200m farfalla e nei 400m misti, argento nella 4x100m misti e bronzo nella 4x100m sl e nella 4x200m sl.
Glasgow 2014: oro nei 100m  farfalla e nei 200m farfalla, argento nella 4x100m sl, bronzo nei 50m farfalla, nei 200m misti, nella 4x200m sl e nella 4x100m misti.
Gold Coast 2018: oro nei 50m farfalla, nei 100m farfalla e nei 200m farfalla, argento nei 100m sl e bronzo nella 4x100m misti.
Birmingham 2022: argento nei 200m farfalla.
- Giochi Panafricani

Maputo 2011: oro nei 200m farfalla, nei 200m misti, nei 400m misti, nella 4x100m sl e nella 4x100m misti e argento nei 100m farfalla.
Brazzaville 2015: oro nei 50m farfalla, nei 100m farfalla, nella 4x200m sl e nella 4x100m sl mista.
- Campionati africani

Johannesburg 2008: argento nei 200m misti, bronzo nei 50m rana e nei 200m rana.
Bloemfontein 2016: oro nei 100m farfalla.
- Olimpiadi giovanili

Singapore 2010: oro nei 200m misti, argento nei 400m sl, nei 100m farfalla e nei 200m farfalla, bronzo nella 4x100m sl.
- Vincitore della Coppa del Mondo nel 2011, nel 2013, nel 2014 e nel 2017

## International Swimming League
| Stagione 2019   | Stagione 2020   | Stagione 2021   |
| --------------- | --------------- | --------------- |
| Energy Standard | Energy Standard | Energy Standard |

## Riconoscimenti
- Atleta dell'anno FINA: 2014, 2018
- African Swimmer of the Year: 2012, 2013, 2014, 2015, 2016, 2017, 2018, 2019